# Санасомбун

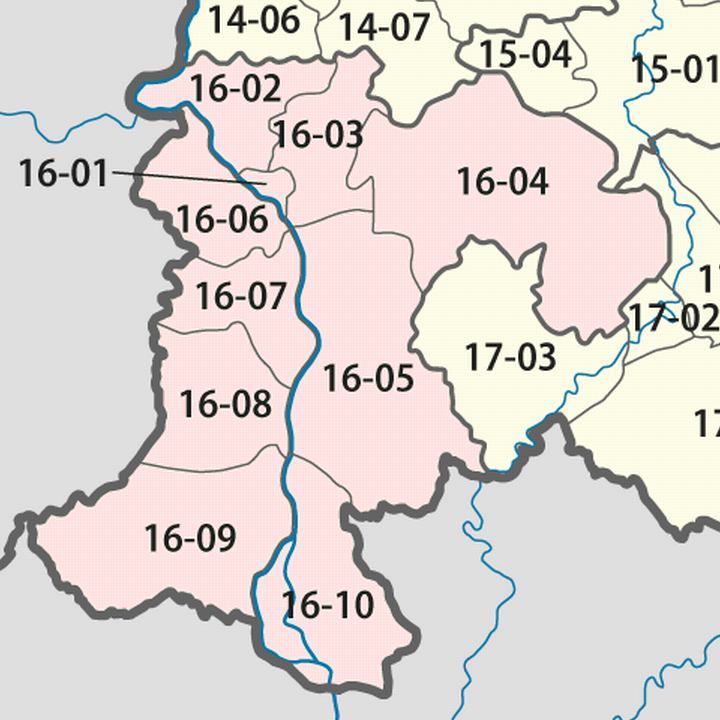
Число 16-02

Санасомбун — один з районів (лаос. ເມືອງ муанг) провінції Тямпасак, Лаос.